# Jour des martyrs (Panama)
Pour les articles homonymes, voir Jour des martyrs.

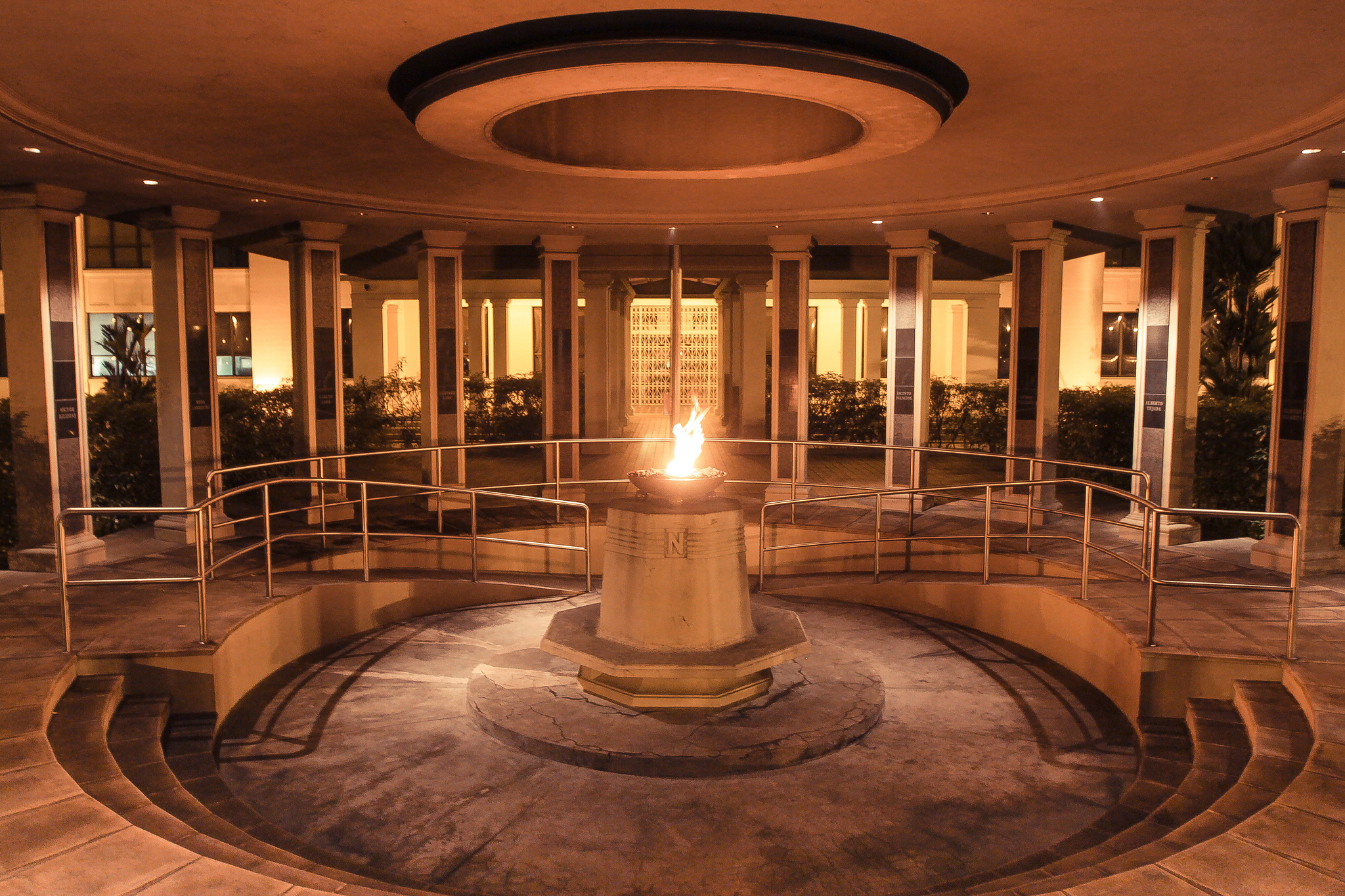
Monument en hommage aux martyrs du 9 janvier 1964.

Le Jour des martyrs est un jour férié au Panama qui commémore les émeutes du 9 janvier 1964, journée au cours de laquelle des Panaméens revendiquèrent la souveraineté sur la zone du canal de Panama. 
L'émeute a débuté à la suite d'un conflit entre les étudiants panaméens et les officiers de police de la zone du canal, les étudiants voulant faire flotter le drapeau panaméen à côté du drapeau américain. 21 Panaméens et quatre soldats américains ont été tués. Ces événements ont concouru à imposer aux États-Unis une limitation de leurs prérogatives sur le canal.

### Source
- (en) Cet article est partiellement ou en totalité issu de l’article de Wikipédia en anglais intitulé « Martyrs' Day (Panama) » (voir la liste des auteurs).